# Mike Polich
Michael John „Mike“ Polich (* 19. Dezember 1953 in Hibbing, Minnesota) ist ein ehemaliger US-amerikanischer Eishockeyspieler, der im Verlauf seiner aktiven Karriere zwischen  und  unter anderem 249 Spiele für die Canadiens de Montréal und Minnesota North Stars in der National Hockey League (NHL) auf der Position des Centers bestritten hat. Seinen größten Karriereerfolg feierte Polich, der mit der Nationalmannschaft der Vereinigten Staaten am Canada Cup 1976 und zwei Weltmeisterschaften teilnahm, in Diensten der Canadiens de Montréal mit dem Gewinn des Stanley Cups im Jahr 1977.

## Karriere
Nachdem Polich die High School erfolgreich abgeschlossen hatte, zog es ihn im Sommer 1971 zur Fortsetzung seiner Ausbildung an die University of Minnesota. Neben seinem Studium gehörte der Stürmer in den folgenden vier Jahren auch der Eishockeymannschaft der Universität, den Golden Gophers, an. Mit der Mannschaft erlebte er vier erfolgreiche Spielzeiten in der Western Collegiate Hockey Association (WCHA), einer Division im Spielbetrieb der National Collegiate Athletic Association (NCAA), die im Jahr 1974 mit dem Gewinn der nationalen Collegemeisterschaft gekrönt wurden. Darüber hinaus erhielt Polich zahlreiche individuelle Auszeichnungen, jedoch wurde er aufgrund seiner geringen Körpergröße auch nach seinem letzten Jahr an der Universität, in dem er 62 Scorerpunkte in 42 Spielen erzielt hatte, nicht von einem Franchise der National Hockey League (NHL) gedraftet.
Somit unterzeichnete der Offensivspieler im September 1975 als Free Agent einen Vertrag bei den Canadiens de Montréal aus der NHL. Aufgrund der großen Konkurrenz im Kader stand er die folgenden drei Jahre fast ausschließlich im Kader des Farmteams, den Nova Scotia Voyageurs, aus der American Hockey League (AHL) auf dem Eis. Mit den Voyageurs gewann Polich in den Jahren 1976 und 1977 jeweils den Calder Cup der AHL. Sein NHL-Debüt feierte er erst nach fast zwei Jahren in der Organisation im Verlauf der Stanley-Cup-Playoffs 1977. Dort kam er zu fünf Einsätzen, wodurch er schließlich zum Kader gehörte, der in dieser Saison den Stanley Cup errang. Trotz des Erfolgs bestritt der Angreifer in der Spielzeit 1977/78 nur eine weitere NHL-Partie für die Canadiens. Um jedoch dauerhaft in der NHL zu spielen, wechselte er im September 1978 als Free Agent zum Ligakonkurrenten Minnesota North Stars.
In seinem Geburtsstaat gelang es Polich schließlich, sich in der NHL zu etablieren und zu einem der besten, defensiv ausgerichteten Stürmern der Liga zu entwickeln. So landete er bei der Wahl zur Frank J. Selke Trophy nach seinem Vereinswechsel im Jahr 1979 unter den fünf besten Spielern. Der US-Amerikaner absolvierte noch zwei weitere Spielzeiten für die North Stars in der NHL und erzielte mit 24 Scorerpunkten in der Saison 1979/80 eine Karrierebestmarke, ehe er im Sommer 1981 im Alter von 27 Jahren aus dem aktiven Sport zurücktrat.

### International
Für sein Heimatland stand Polich bei zwei Weltmeisterschaften und dem Canada Cup 1976 auf dem Eis. Zunächst absolvierte der Mittelstürmer – zu diesem Zeitpunkt noch am College und daher Amateursportler – mit der Nationalmannschaft der Vereinigten Staaten die B-Weltmeisterschaft 1974 im jugoslawischen Ljubljana. Dort gelang den US-Amerikanern mit sieben Siegen in ebenso vielen Spielen der souveräne Aufstieg in die A-Gruppe. Mit zwölf Scorerpunkten – darunter sieben Tore – war Polich Topscorer seiner Mannschaft und Siebtbester unter allen Spielern. Durch seine Leistungen vertrat er das Nationalteam auch im folgenden Jahr bei der A-Weltmeisterschaft 1975 in Deutschland. Erneut wusste der Offensivspieler mit sieben Punkten zu überzeugen, und obwohl die US-Amerikaner den sechsten und letzten Platz belegten, profitierten sie von der Aufstockung der A-Weltmeisterschaft auf acht Mannschaften für das Jahr 1976.
Seinen letzten Auftritt im US-Trikot absolvierte Polich beim Canada Cup 1976. Dort punktete er in fünf Turnierspielen zweimal und erreichte mit dem Team den fünften Rang unter sechs Mannschaften.

## Erfolge und Auszeichnungen
| - 1974 NCAA-Division-I-Championship mit der University of Minnesota - 1974 NCAA Championship All-Tournament Team - 1975 WCHA Most Valuable Player (gemeinsam mit Tom Ross) - 1975 WCHA First All-Star Team | - 1975 NCAA West First All-American Team - 1976 Calder-Cup-Gewinn mit den Nova Scotia Voyageurs - 1977 Calder-Cup-Gewinn mit den Nova Scotia Voyageurs - 1977 Stanley-Cup-Gewinn mit den Canadiens de Montréal |

### International
- 1974 Aufstieg in die A-Gruppe bei der B-Weltmeisterschaft

## Karrierestatistik

### International
Vertrat die USA bei:
- B-Weltmeisterschaft 1974
- Weltmeisterschaft 1975
- Canada Cup 1976

(Legende zur Spielerstatistik: Sp oder GP = absolvierte Spiele; T oder G = erzielte Tore; V oder A = erzielte Assists; Pkt oder Pts = erzielte Scorerpunkte; SM oder PIM = erhaltene Strafminuten; +/− = Plus/Minus-Bilanz; PP = erzielte Überzahltore; SH = erzielte Unterzahltore; GW = erzielte Siegtore; 1 Play-downs/Relegation; Kursiv: Statistik nicht vollständig)